# Saint-Laurent-en-Grandvaux

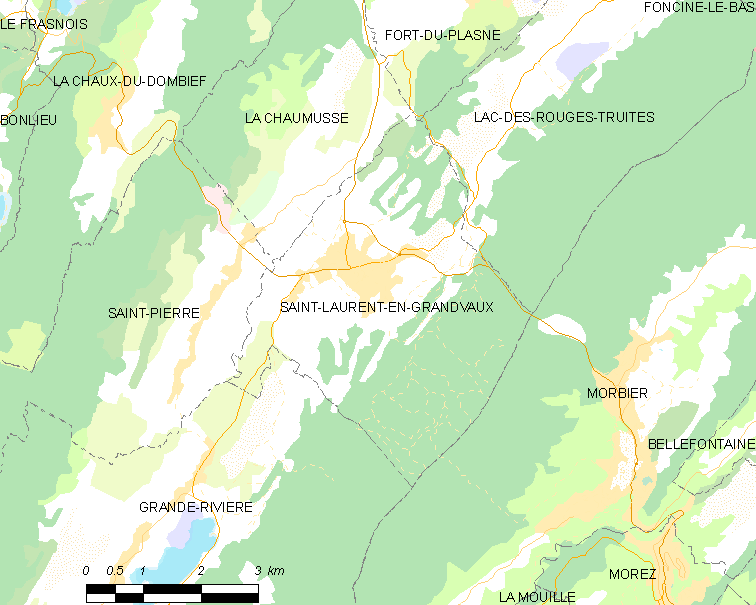

Saint-Laurent-en-Grandvaux ist eine Gemeinde im französischen Département Jura in der Region Bourgogne-Franche-Comté. Es ist Hauptort des Kantons Saint-Laurent-en-Grandvaux im Arrondissement Saint-Claude.

## Geographie
Saint-Laurent-en-Grandvaux liegt auf 905 m, neun Kilometer nordwestlich von Morez und etwa 22 km nordnordöstlich der Stadt Saint-Claude (Luftlinie). Das Dorf erstreckt sich im Jura, auf dem ausgedehnten Hochplateau von Grandvaux, nordwestlich der Waldhöhen der Forêt de la Joux Devant am Aufstieg zum Col de la Savine.
Die Fläche des 17,57 km² großen Gemeindegebiets umfasst einen Abschnitt des französischen Juras. Der Hauptteil des Gebietes wird von der Hochfläche von Grandvaux (durchschnittlich auf 900 m) eingenommen. Sie zeigt nur geringe Reliefunterschiede und ist hauptsächlich von Wies- und Weideland bestanden. Der nordöstliche Teil dieses Plateaus wird durch die Quellbäche der Lemme nach Norden zur Saine entwässert. Auf dem übrigen Teil der Gemeindefläche gibt es keine oberirdischen Fließgewässer, da das Niederschlagswasser im porösen kalkhaltigen Untergrund versickert.
Im Südosten wird das Plateau von Grandvaux vom Höhenrücken der Forêt de la Joux Devant flankiert, der geologisch gesehen eine Antiklinale des Faltenjuras bildet. Dieses unwegsame Gebiet ist geprägt durch parallel verlaufende Geländerippen und dazwischen liegende, oberirdisch abflusslose Mulden. Mit 1094 m wird auf der Höhe der Joux Devant die höchste Erhebung von Saint-Laurent-en-Grandvaux erreicht. Das Gemeindegebiet ist Teil des Regionalen Naturparks Haut-Jura (frz.: Parc naturel régional du Haut-Jura).
Zu Saint-Laurent-en-Grandvaux gehören neben dem eigentlichen Ort auch mehrere Weiler, Hofgruppen und Einzelhöfe, darunter:
- Salave de Vent (906 m) auf dem Hochplateau westlich des Dorfes
- Salave de Bise (895 m) auf dem Hochplateau westlich an das Dorf anschließend
- Les Poncets (897 m) auf der Hochfläche westlich des Dorfes
- La Savine (877 m) im Quellgebiet der Lemme am Aufstieg zum Col de la Savine

Nachbargemeinden von Saint-Laurent-en-Grandvaux sind La Chaumusse und Fort-du-Plasne im Norden, Lac-des-Rouges-Truites im Osten, Morbier und Grande-Rivière Château im Süden sowie Saint-Pierre im Westen.

## Geschichte
Saint-Laurent bildet das Zentrum der Hochfläche des Grandvaux, die bereits seit dem 6. Jahrhundert gerodet wurde. Seit dem 13. Jahrhundert gehörte die Ortschaft zum Herrschaftsgebiet der Abtei Saint-Claude. Zusammen mit der Franche-Comté gelangte das Dorf mit dem Frieden von Nimwegen 1678 an Frankreich. Um Verwechslungen mit anderen Gemeinden des gleichen Namens zu vermeiden, wurde der Ort 1962 von Saint-Laurent offiziell in Saint-Laurent-en-Grandvaux umbenannt.

## Sehenswürdigkeiten

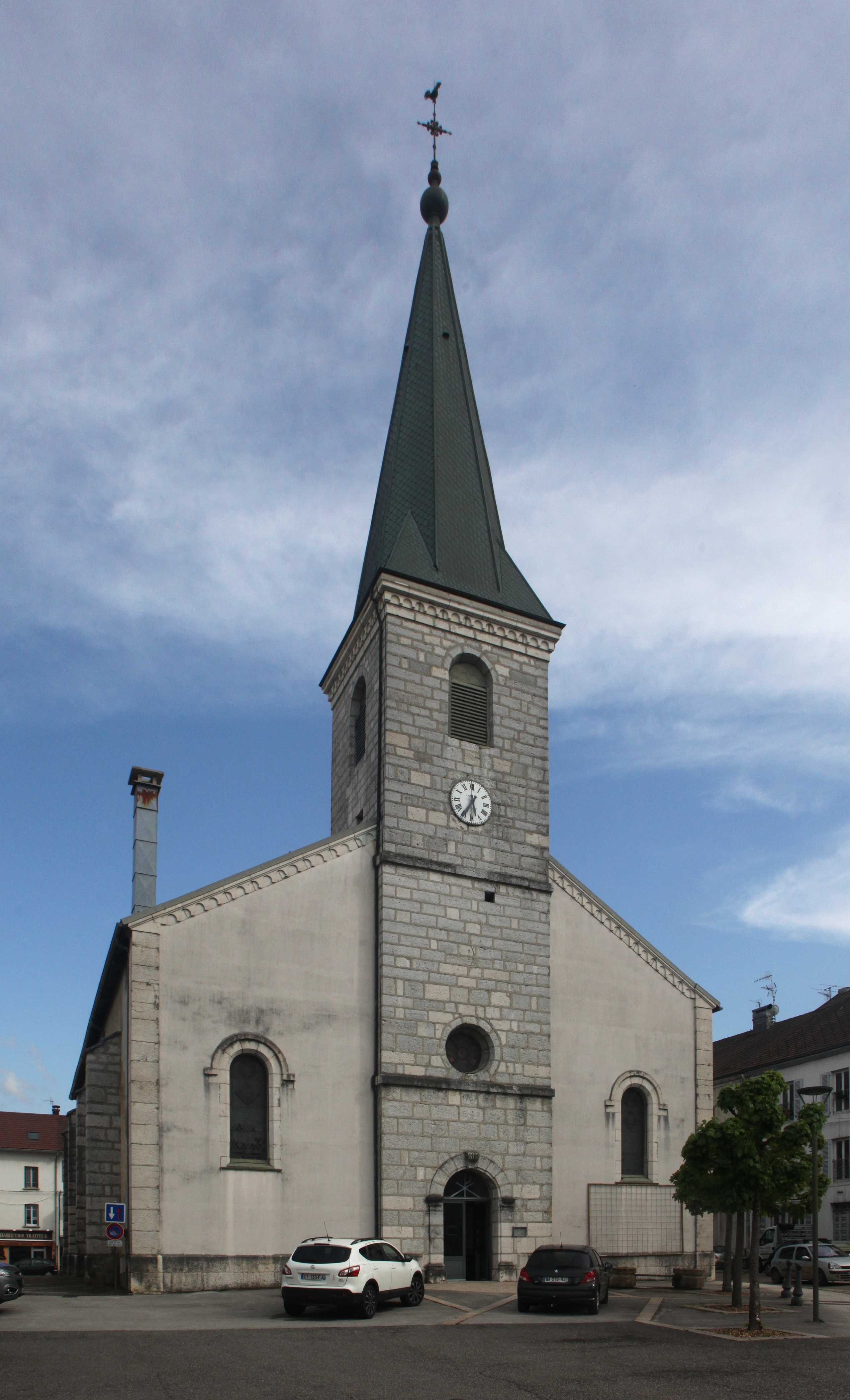
Kirche Saint-Laurent

Die heutige Pfarrkirche Saint-Laurent wurde im 18. Jahrhundert erbaut und besitzt einen oktogonalen Chorraum. Es gibt zwei ehemalige Windmühlen, wovon eine zu einer Kapelle umgebaut wurde.

## Bevölkerung
| Jahr                       | 1962 | 1968 | 1975 | 1982 | 1990 | 1999 | 2007 | 2017 |
| Einwohner                  | 1321 | 1523 | 1674 | 1735 | 1781 | 1767 | 1736 | 1807 |
| Quellen: Cassini und INSEE |      |      |      |      |      |      |      |      |

Mit 1818 Einwohnern (Stand 1. Januar 2022) gehört Saint-Laurent-en-Grandvaux zu den mittelgroßen Gemeinden des Départements Jura. Nachdem die Einwohnerzahl in der ersten Hälfte des 20. Jahrhunderts stets im Bereich von rund 1000 Personen gelegen hatte, wurde von 1955 bis 1985 eine deutliche Bevölkerungszunahme verzeichnet. Seither blieb die Einwohnerzahl auf konstantem Niveau.

## Wirtschaft und Infrastruktur
Saint-Laurent-en-Grandvaux war lange Zeit ein vorwiegend durch die Landwirtschaft, insbesondere Viehzucht und Milchwirtschaft, sowie durch die Forstwirtschaft geprägtes Dorf. Im 20. Jahrhundert prägten zwei Unternehmen der Spielzeugbranche und der Brillenherstellung das wirtschaftliche Leben von Saint-Laurent-en-Grandvaux. Deren Schließung traf das Dorf hart. Heute gibt es verschiedene Betriebe des Kleingewerbes und des Einzelhandels. Viele Erwerbstätige sind auch Wegpendler, die in den größeren Ortschaften der Umgebung ihrer Arbeit nachgehen.
Als Erholungsort in einem beliebten Ausflugsgebiet im Hochjura profitiert Saint-Laurent-en-Grandvaux heute auch vom Tourismus, insbesondere vom Wintertourismus, wenn auf dem Hochplateau Skilanglauf betrieben werden kann.
Die Ortschaft ist verkehrstechnisch gut erschlossen und bildet einen Straßenknotenpunkt. Sie liegt an der Hauptstraße N5, die von Genf via Morez nach Dole führt. Weitere überregionale und regionale Straßenverbindungen bestehen mit Lons-le-Saunier, Saint-Claude und Mouthe. Saint-Laurent-en-Grandvaux besitzt einen Bahnhof an der im Jahr 1900 eröffneten Eisenbahnlinie von Champagnole nach Morez.

## Persönlichkeiten
- Eugène Louis Bouvier (1856–1944), Naturforscher, Entomologe, Malakologe und Crustacealoge
- Quentin Fillon Maillet (* 1992), Biathlet